# Парчовый птеригоплихт
Парчовый птеригоплихт (лат. Pterygoplichthys gibbiceps) — вид пресноводных лучепёрых рыб из семейства кольчужных сомов.

## Описание
Характерными особенностями являются выступающие ноздри, гребень перед спинным плавником, крупный спинной плавник с 12—13 лучами. Длина первого луча равна длине головы. Взрослые особи вырастают до 55 см в длину и могут жить более 20 лет. Окрас: большие коричневые пятна, разделенные желтоватыми прожилками.
В дикой природе обитают в Южной Америке на отмелях речных систем Амазонки и Ориноко, в реках с медленным течением, а также на затопленных землях в сезон дождей. Как и большинство сомов данного рода, питается в основном растительной пищей, но могут употреблять и падаль.

## В аквариуме
Парчовые сомики пользуются популярностью среди аквариумистов из-за необычного внешнего вида и потому, что они поедают водоросли. Этот и другие родственные виды разводят в прудах в тропических регионах для продажи в аквариумы. Парчовые сомики мирные по отношению к другим рыбам, но могут возникать территориальные споры с другими сомами. Наиболее активны в ночное время, днем обычно скрываются в укрытиях. Древесина является основным компонентом пищи, но возможно, в качестве вспомогательного компонента пищеварения, а не из-за питательной ценности. В достаточно больших аквариумах (объемом от 200 литров) вырастает до 30—35 см. Требуется хорошая фильтрация и аэрация воды.
Птеригоплихты всеядны. Они могут употреблять в пищу овощи: крапиву, салат, шпинат или морковь. В их рацион входит животная пища: дождевые черви, мотыль, креветки. Также можно кормить сухим донным кормом.